# 克拉格斯穆爾 (紐約州)
克拉格斯穆爾（英語：Cragsmoor）是位於美國紐約州阿爾斯特縣的普查規定居民點。

## 人口
根據2020年美國人口普查的數據，克拉格斯穆爾的面積為11.30平方千米，皆為陸地。當地共有人口433人，而人口密度為每平方千米38.32人。